# Eustiromastix bahiensis
Eustiromastix bahiensis är en spindelart som beskrevs av Galiano 1979. Eustiromastix bahiensis ingår i släktet Eustiromastix och familjen hoppspindlar. Inga underarter finns listade i Catalogue of Life.